# Bosanski Brod
Brod (serbisch-kyrillisch Брод, auch Bosanski Brod/Босански Брод) ist eine Stadt mit etwa 18.000 Einwohnern im Norden von Bosnien und Herzegowina, etwa 70 km nordöstlich von Banja Luka. Sie gehört zur Republika Srpska, einer der beiden Entitäten des Landes, und liegt an der Save, die hier die Grenze zu Kroatien bildet. Gegenüber, am nördlichen Save-Ufer, befindet sich die kroatische Stadt Slavonski Brod. Der Ortsname bedeutet auf Deutsch „Furt“ und bezieht sich auf die günstige Lage an einer flachen Stelle der Save.

## Geografie
Brod liegt in einer Flussschleife am Mittellauf der Save, wo diese nach Passieren der Motajica-Berge in einer breiten Ebene zu mäandrieren beginnt. Die Gemeinde Brod grenzt im Süden an Derventa, im Osten an Modriča und Odžak.

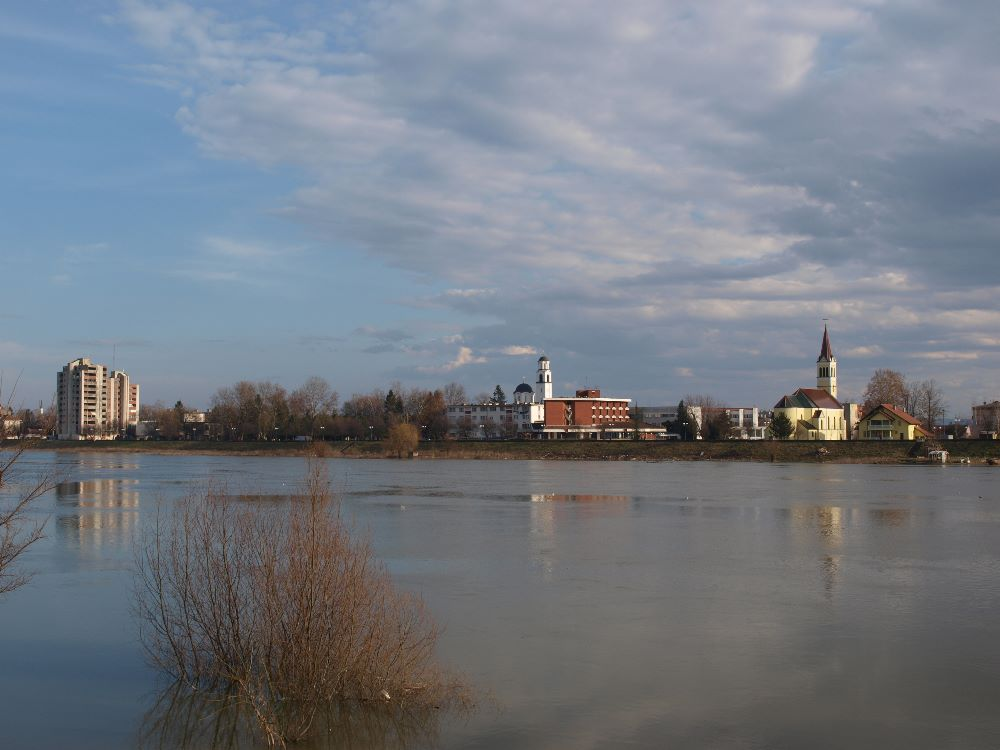
Blick auf die Stadt mit Serbisch-orthodoxer Mariä-Schutz-und-Fürbitte-Kirche (Mitte), Römisch-katholischer Kirche (rechts) und der Moschee (links)

## Geschichte
Im Mittelalter gehörte diese Gegend der Adelsfamilie Boričević, die man später Berislavić nannte, weshalb der Ort als Berislavića Brod erwähnt wurde, was aber auch für das gegenüberliegende Slavonski Brod Verwendung fand. Durch die Eroberung Bosniens und der Herzegowina durch die Osmanen kam er 1536 zum Osmanischen Reich und in diesem 1580 zum Eyâlet Bosnien. Im Großen Türkenkrieg gab es in den Jahren von 1683 bis 1691 schwere Kampfhandlungen, bei denen Brod weitgehend zerstört wurde. In dieser Zeit, im Jahr 1691 wird es Turcae Brodienses (Turski Brod) erwähnt. Die Osmanen bauten den Ort im frühen 18. Jahrhundert wieder auf und setzten hier einen militärischen Befehlshaber (Kapetan) ein. 1716 wurde Brod durch die Österreicher erobert und zerstört. Nach 1739 bauten die Osmanen einen neuen Schutzfestung (Tschardak), die 1780 einen gut befestigten Turm erhielt. Sie stand unter dem Kommando eines Aga. In dieser Zeit war Brod Hauptsitz eines Kadiluks, einer Untereinheit eines Sandschaks. In Slavonski Brod erbauten die Österreicher die Festung Brod zur Sicherung der Grenze an der Save.
Unter österreichischer Herrschaft, die mit dem Okkupationsfeldzug in Bosnien im Jahr 1878 begann, erfuhr Bosanski Brod einen erheblichen Aufschwung, insbesondere durch den Neubau der Save-Brücke 1879 sowie der Eisenbahn in den Jahren 1896 und 1897, der Carevska i Kraljevska Bosanska Željeznica, und durch die beginnende Industrialisierung (Ölraffinerie, Marmeladen-, Seifen-, Textil- und Ziegelfabriken). Ein Beleg dafür war der Besuch Kaiser Franz Josephs 1908 zur Eröffnung des Bahnhofs, wo er von Bürgermeister Mehmed Hadži Hodžić empfangen wurde.
Im Zweiten Weltkrieg gehörte die Stadt zum faschistischen Unabhängigen Staat Kroatien (NDH) und trug den Namen Brod na Savi. Die Stadt wurde 1944 von den Alliierten bombardiert, wobei unter anderem die Ölraffinerie zerstört und das Dock am Hafen beschädigt wurde. Dadurch sowie durch den Bau der Eisenbahn von Šamac nach Sarajevo verlor die Stadt wieder an Bedeutung.
Bosanski Brod hatte im Bosnienkrieg als letzter Brückenkopf zwischen Bosnien und Kroatien größere Bedeutung, da die anderen Save-Übergänge bereits zerstört oder unter serbischer Kontrolle waren. Schon im Kroatienkrieg hatte die serbisch dominierte JNA Slavonski Brod von Bosanski Brod aus beschossen. Danach kam die Stadt unter die Kontrolle Bosniens. Als serbischen Einheiten im März 1992 begannen, Bosanski Brod zu beschießen, was als erste Kampfhandlung des Bosnienkriegs gilt, drangen kroatische Einheiten nach Bosnien ein und verübten das Massaker von Sijekovac. Angehörige der HOS zerstörten zudem die serbisch-orthodoxe Mariä-Schutz-und-Fürbitte-Kirche, die von 1999 bis 2009 neu erbaut wurde. Am 6. Oktober 1992 eroberten serbische Einheiten Bosanski Brod, vertrieben die katholische und muslimische Bevölkerung und sprengten am 28. Oktober 1992 sowohl die römisch-katholische St.-Elias-Kirche als auch die muslimische Hussein-Beg-Moschee. Auch diese wurden mittlerweile wieder aufgebaut. Nach dem Bosnienkrieg war die Stadt wie ausgestorben, durch den Wiederaufbau der Brücke zwischen Bosnien-Herzegowina und Kroatien erwachte sie aber zu neuem Leben.
Seit 1994 wurde die Stadt von den Behörden der Republika Srpska als Srpski Brod (Serbische Furt) bezeichnet. In einem Urteil des bosnischen Verfassungsgerichts von 2004 wurden diese und andere ethnisch motivierte Umbenennungen für verfassungswidrig erklärt. Seitdem wird Brod ohne Zusatz verwendet.

## Bevölkerung
Das lange Zeit dörfliche Brod hatte 1879 710 Einwohner, 1910 3378 und im Jahr 1941 5468 Einwohner.
Im Jahre 1991 hatte die Gemeinde Bosanski Brod 33.962 Einwohner, von denen sich 13.993 (40,98 %) als Kroaten, 11.389 (33,36 %) als Serben, 4.088 (11,97 %) als Slawische Muslime und 3.664 (10,73 %) als Jugoslawen bezeichneten.
In der Stadt selbst (14.098 Einwohner) gab es keine eindeutigen Mehrheiten. Die größte Gruppe waren die 4.373 Serben (31 %). Daneben bezeichneten sich 4.086 Einwohner als Kroaten (29 %), 2.760 als Jugoslawen (19,6 %) und 2.246 als Muslime (15,9 %). Außerdem gehörten zur Gemeinde zehn Dörfer mit serbischer und neun mit kroatischer Mehrheit sowie eines mit überwiegend muslimischer Bevölkerung.
Die Bevölkerungszahl nach dem Krieg liegt (je nach Quelle) zwischen 22.471 und 32.000, davon mindestens 22.000 Serben.

## Orte
Die Gemeinde besteht aus insgesamt 23 Dörfern: Brod, Brusnica Mala, Brusnica Velika, Donja Barica, Donja Močila, Donja Vrela, Donje Kolibe, Donji Klakar, Gornja Barica, Gornja Močila, Gornja Vrela, Gornje Kolibe, Gornji Klakar, Grk, Koraće, Kričanovo, Kruščik, Liješće, Novo Selo, Sijekovac, Unka, Vinska und Zborište.

## Wirtschaft
Brod besitzt eine große Ölraffinerie. Sie stand seit Juli 2003 einige Monate still. Unter Beteiligung eines russischen Unternehmens wurde die Produktion wieder aufgenommen. Im Herbst 2009 wurden Reparaturen an der Raffinerie beendet und die Arbeit wieder aufgenommen. Zu der Zeit arbeiteten ca. 1500 Menschen dort (Stand August 2011). Seit Oktober 2018 stand die Produktion wegen einer Havarie still. Im Januar 2020 wurde bekannt, dass die Raffinerie zu einem Gaskraftwerk umgewandelt werden soll.
Wirtschaftlich ist es eng mit Slavonski Brod verbunden. Der Hafen besteht nur noch aus zwei Lagerhäusern, die über keinerlei Technik zum Warenumschlag verfügen.

## Verkehr
Über die Brücke, welche Bosanski Brod mit Slavonski Brod und Kroatien verbindet, erfolgte jahrelang der größte Teil des Transitverkehrs im bosnischen Teil der Posavina. Als Teil der in Bau befindlichen Autobahn Autobahn A1 nach Sarajevo sowie um die Region zu entlasten und einen zweiten Grenzübergang in der Posavina zu schaffen, wurde 2021 eine neue Brücke samt Grenzübergang bei Donji Svilaj rund 20 Kilometer östlich der Stadt errichtet. Dieser entlastet auch den bestehenden Grenzübergang Slavonski Brod/Bosanski Brod.
Am 10. Juli 1879 wurde die 3,6 Kilometer lange normalspurige Verbindungsbahn Slavonski Brod–Bosanski Brod von den Königlich Ungarischen Staatsbahnen eröffnet. Die Savebrücke diente damals sowohl dem Eisenbahn- als auch dem Straßenverkehr. Bereits am 22. April 1879 wurde der Abschnitt Bosanski Brod – Žepče der schmalspurigen, nach Sarajevo führenden Bosnabahn in Betrieb genommen. 1969 wurde der Verkehr auf dem verbliebenen Teilstück Bosanski Brod – Derventa eingestellt.

## Persönlichkeiten
- Edin Mujčin (1970–), bosnisch-herzegowinischer Fußball-Nationalspieler
- Ljiljana Petrović (1939–2020), jugoslawische Sängerin
- Ljupko Petrović (1947–), serbischer Fußballtrainer
- Dinko Šakić (1921–2008), Sohn von Mate Šakić, verurteilter Kriegsverbrecher und KZ-Kommandant KZ Jasenovac
- Mate Šakić († 1945), Ustascha-Mitglied und Bürgermeister von Bosanski Brod im Unabhängigen Staat Kroatien (NDH)
- Zdravko Zovko (1955), jugoslawischer Handball-Nationalspieler und kroatischer Handballtrainer